# Високе (Ольштинський повіт)
Високе (пол. Wysokie) — село в Польщі, у гміні Свьонтки Ольштинського повіту Вармінсько-Мазурського воєводства.
У 1975-1998 роках село належало до Ольштинського воєводства.